# Graciela Cucchiara

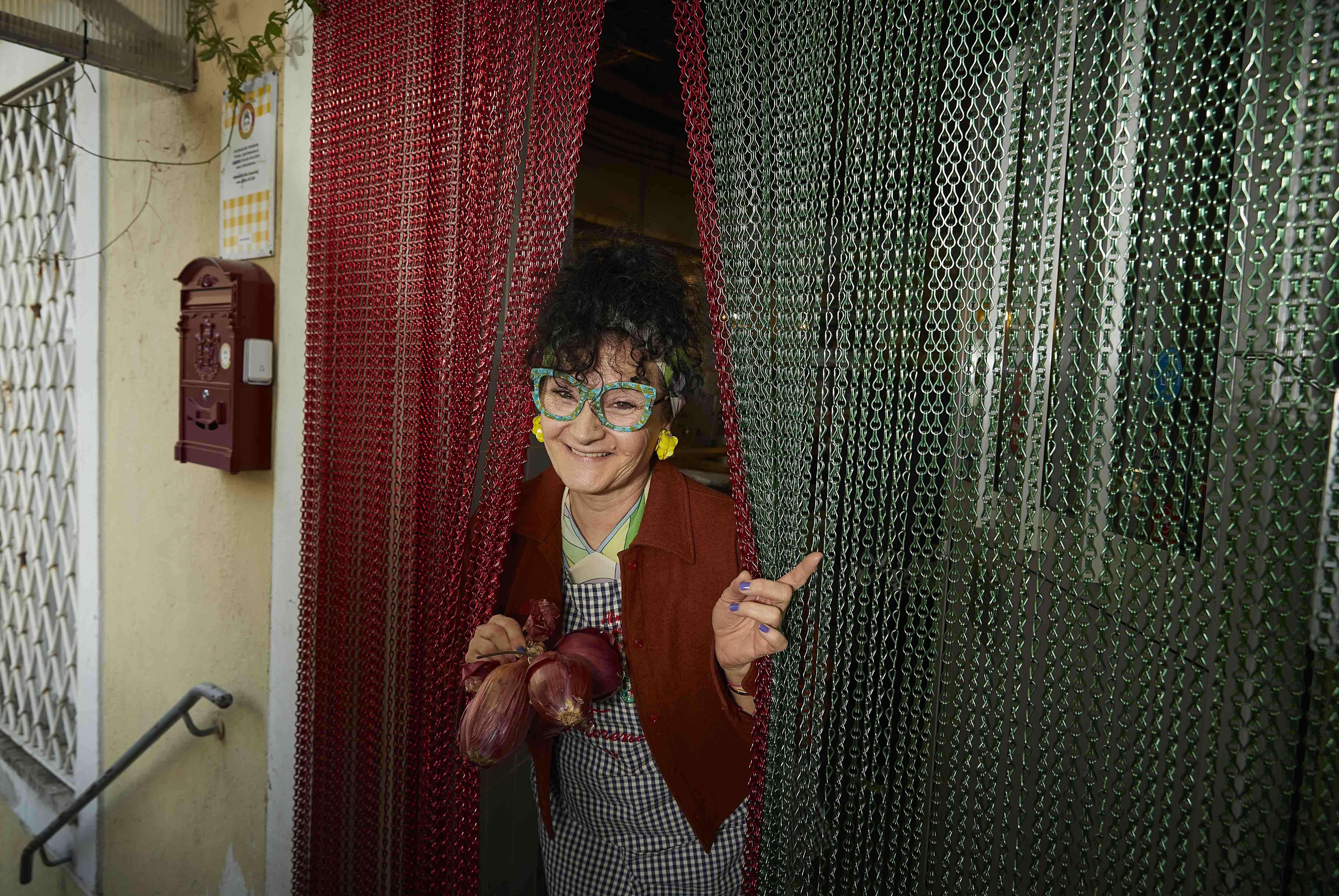
Graciela Cucchiara

Graciela Cucchiara (* etwa 1956/57 in Buenos Aires, Argentinien) ist eine argentinisch-italienische Koch-Autodidaktin, die vorwiegend in München lebt und arbeitet. Sie ist bekannt für ihre Teilnahme an TV-Kochsendungen sowie ihren Feinkostladen „Alimentari da Graciela“.

## Leben und Wirken
Graciela Cucchiara wurde in Buenos Aires geboren und wuchs in einem italienisch geprägten Umfeld auf. Bereits mit sieben Jahren lernte sie beim Kochen mit ihrer Großmutter das traditionelle Familienerbe der italienischen Küche kennen. Dabei entwickelte sie eine Vorliebe für intuitives Kochen ohne Rezepte oder Waage. Bevor sie sich dem Kochen widmete, arbeitete Cucchiara unter anderem als Musiktherapeutin, Klavierlehrerin und Grafikdesignerin. Gegen Ende der 2000er Jahre – etwa neun bis zehn Jahre vor 2021 – eröffnete sie in München die sogenannte „Kochgarage“, in der sie Teambuilding-Events, Firmenkochen und private Kochkurse veranstaltete. Im Jahr 2020 wandelte sie ihre Kochgarage während der COVID-19-Pandemie in den Lebensmittelladen „Alimentari da Graciela“ um. Das Geschäft in der Nymphenburger Straße 25 bietet Feinkost aus verschiedenen Regionen Italiens, eine Pasta-to-go-Theke, Wein und täglich frisch zubereitete Gerichte. Zudem veranstaltet sie interaktive Online-Kochevents, die auch international – etwa in die Schweiz und nach England – gestreamt werden.

### Fernsehtätigkeit
Cucchiara trat in mehreren bekannten Kochshows auf:
- In der achten Staffel „Kitchen Impossible“ (März 2023) trat sie im Duell gegen Tim Mälzer an, obwohl sie keine klassische Kochausbildung besitzt.
- In „The Taste“ lernte sie zuvor Tim Mälzer kennen, der sie später als „Rohdiamanten“ bezeichnete.
- Sie teilte in „Kitchen Impossible“ ein Familienrezept für die traditionelle „Vincisgrassi“-Lasagne, als Originalkoch der an Sven Wassmer durch Mälzer gestellten Aufgabe.[1]
- In Besseresser - Das Duell im ZDF trat sie gegen Nelson Müller an.[4][5]
- in einer weiteren Folge des Formats Besseresser war sie an Seiten Sebastian Leges zu sehen.[6]

## Publikationen
- Mamma Mia: Italienische Rezepte mit Herz (Callwey, 2023, Kochbuch mit 65 Rezepten, Das Vorwort verfasste Tim Mälzer)